# Arielina hayekae
Arielina hayekae är en skalbaggsart som beskrevs av Schein 1954. Arielina hayekae ingår i släktet Arielina och familjen Cetoniidae. Inga underarter finns listade.